# 태평양의 지옥
태평양의 지옥(Hell In The Pacific)은 미국에서 제작된 존 부어만 감독의 1968년 드라마, 전쟁 영화이다. 리 마빈 등이 주연으로 출연하였고 루벤 버코비치 등이 제작에 참여하였다.

## 출연

### 주연
- 리 마빈
- 미후네 도시로

## 제작진
- 미술: 안소니 프랫